# بني عديات
قرية بني عديات وشهرتها بني عدي هي إحدى القرى التابعة لمركز منفلوط في محافظة أسيوط في جمهورية مصر العربية. حسب إحصاءات سنة 2006، بلغ إجمالي السكان في بني عديات 42952 نسمة، منهم 22311 رجل و20641 امرأة. ومن أعلامها شيخ الأزهر الأسبق حسنين مخلوف والقانوني أحمد كمال أبو المجد والشيخ إسماعيل صادق العدوي والشيخ علي الصعيدي العدوي. وتحتفل محافظة أسيوط بعيدها القومي في 18 أبريل من كل عام، في ذكرى مقاومة أهل القرية للاحتلال الفرنسي عام 1799، والتي راح ضحيتها 3,000 قتيل. ويذكر أن محمد علي باشا قد شيد بالقرية عام 1823، معسكرات لتدريب جنوده، والتي تعد أول مدرسة عسكرية حديثة في مصر.